# Vernet-la-Varenne
 Vernet-la-Varenne  là một xã ở tỉnh Puy-de-Dôme trong vùng Auvergne-Rhône-Alpes miền trung nước Pháp.